# Esthalsohler Berg
Der Esthalsohler Berg ist ein  327 m ü. NHN hoher Berg im Pfälzerwald.

## Geographie

### Lage
Der Berg liegt im Südosten der Gemarkung der namensgebenden Ortsgemeinde Esthal, deren Kernort sich rund drei Kilometer westnordwestlich befindet. Er besitzt eine ausgeprägte Nordwest-Südostausdehnung. An seinem Südfuß liegt die zu Esthal gehörende Siedlung Erfenstein. In diesem Bereich befindet sich die Gemarkungsgrenze zu den Städten Lambrecht und Neustadt an der Weinstraße. Etwas weiter weg – schräg gegenüber Erfenstein – befindet sich die zur Stadt Lambrecht gehörende Siedlung Iptestal.
Entlang des Südwestfußes fließt durch das Kerbtal Erfensteiner Tal der anderthalb Kilometer lange Schankenbach und am Nordostfuß der Steinbach, beide münden von links in den Speyerbach, der am Südostfuß des Berges das Elmsteiner Tal durchfließt.
Benachbarte Berge sind der Steinberg im Norden, der Schloßberg (343,3 m ü. NHN) im Süden, der Wassersteinberg (392,7 m ü. NHN) im Südwesten und der Hintere Gleisberg (467,5 m) im Nordwesten, wodurch er lediglich eine geringe Dominanz besitzt.

### Naturräumliche Zuordnung
1. Großregion 1. Ordnung: Schichtstufenland beiderseits des Oberrheingrabens
2. Großregion 2. Ordnung: Pfälzisch-Saarländisches Schichtstufenland
3. Großregion 3. Ordnung: Pfälzerwald
4. Region 4. Ordnung (Haupteinheit): Mittlerer Pfälzerwald
5. Region 5. Ordnung: Tal-Pfälzer-Wald

## Beschaffenheit
Der Berg ist von Mischwald umgeben.

## Verkehr
An seinem Südosthang verläuft die Landesstraße 499, die in diesem Bereich Talstraße heißt.

## Wirtschaft
Der Esthalsohler Berg ist Bestandteil des Staatsforst Johanniskreuz.